# Rejectaria incola
Rejectaria incola là một loài bướm đêm trong họ Noctuidae.